# 陈之佐
陈之佐，直隶故城縣（河北故城）人，清朝政治人物。同進士出身。

## 生平
順治十八年（1661年）辛丑科進士。曾于康熙十一年（1672年）接替单佚名任上海县知县一职，1675年由任辰旦接任。